# Saint Francis River (Grenada)
Der Saint Francis River ist ein Bach auf der Insel Grenada im Atlantik. Er ist ein Zufluss des Great River of Grand Bacolet.

## Geographie
Der Bach entspringt am Berg oberhalb des Gebiets von Mamma Cannes (Marquis) im Zentrum von Grenada. Er verläuft nach Osten und mündet bei Grand Bacolet Estate in den Great River of Grand Bacolet.